# Aprionus miki
Aprionus miki is een muggensoort uit de familie van de galmuggen (Cecidomyiidae). De wetenschappelijke naam van de soort is voor het eerst geldig gepubliceerd in 1895 door Jean-Jacques Kieffer.